# Сьрода-Великопольська
Сьрода-Великопольська (пол. Środa Wielkopolska) — місто в західній Польщі.

## Демографія
Демографічна структура станом на 31 березня 2011 року:
|          | Загалом | Допрацездатний вік | Працездатний вік | Постпрацездатний вік |
| -------- | ------- | ------------------ | ---------------- | -------------------- |
| Чоловіки | 10800   | 2197               | 7627             | 976                  |
| Жінки    | 11525   | 2018               | 7102             | 2405                 |
| Разом    | 22325   | 4215               | 14729            | 3381                 |